# Lista de vereadores de São João de Meriti
Esta é a lista de vereadores de São João de Meriti, município brasileiro do estado do Rio de Janeiro.
A Câmara Municipal de São João de Meriti é formada por vinte e um representantes. O prédio da Câmara chama-se Palácio Professor Moyses Henrique dos Santos. O salão principal chama-se Plenário Sérgio Luiz da Costa Barros.

## Legislatura de 2021–2024
Estes são os vereadores eleitos nas eleições de 15 de novembro de 2020, pelo período de 1° de janeiro de 2021 a 31 de dezembro de 2024:
| Mesa Diretora (2021-2022)            |                       |                        |                              |
| Nome                                 | Início do mandato     | Fim do mandato         | Cargo                        |
| Davi Perini Vermelho (DEM)           | 1º de janeiro de 2021 | 31 de dezembro de 2022 | Presidente da Câmara         |
| Amilton Machado Domingues (PP)       | 1º de janeiro de 2021 | 31 de dezembro de 2022 | 1º Vice-presidente da Câmara |
| Júlio Ricardo dos S. Henriques (DEM) | 1º de janeiro de 2021 | 31 de dezembro de 2022 | 1º Secretário                |
| Ernane Aleixo (PSDB)                 | 1º de janeiro de 2021 | 31 de dezembro de 2022 | 2º Secretário                |

|    | Nome                                                                                      | Partido                                        | Votos | %    | Observações |
| -- | ----------------------------------------------------------------------------------------- | ---------------------------------------------- | ----- | ---- | ----------- |
| 1  | Davi Perini Vermelho, Didê (2021-2022) (São João de Meriti, 04.03.1980–)                  | Democratas (DEM)                               | 5.050 | 2,00 | 2º mandato  |
| 2  | Carlos Roberto Rodrigues, Bebeto (Muriaé, 31.07.1963–)                                    | Partido Trabalhista Brasileiro (PTB)           | 4.990 | 1,98 | 2º mandato  |
| 3  | Rogério Mendes Paes (São João de Meriti, 13.08.1969–)                                     | Partido Trabalhista Brasileiro (PTB)           | 4.972 | 1,97 | 1º mandato  |
| 4  | Letícia Alves Pereira Entrago, Dra. Letícia Costa (São João de Meriti, 07.04.1983–)       | Partido da Social Democracia Brasileira (PSDB) | 4.738 | 1,88 | 1º mandato  |
| 5  | Sebastião Aria da Silva, Tatão (Rio de Janeiro, 08.11.1950–)                              | Movimento Democrático Brasileiro (MDB)         | 4.494 | 1,78 | 2º mandato  |
| 6  | Ernane Aleixo (Duque de Caxias, 21.01.1968–)                                              | Partido da Social Democracia Brasileira (PSDB) | 3.918 | 1,55 | 2º mandato  |
| 7  | Allan Charles Ponciano da Cruz (Duque de Caxias, 09.11.1974–)                             | REPUBLICANOS                                   | 3.556 | 1,41 | 1º mandato  |
| 8  | Carlos Augusto Beça Moutinho, Carlinhos Moutinho (São João de Meriti, 16.05.1964–)        | Democracia Cristã (DC)                         | 3.547 | 1,41 | 1º mandato  |
| 9  | Renato Jorge Pimenta de Menezes (Rio de Janeiro, 31.08.1972–)                             | Movimento Democrático Brasileiro (MDB)         | 3.516 | 1,39 | 1º mandato  |
| 10 | Rogério de Macêdo Fernandes (Rio de Janeiro, 15.07.1965–)                                 | Partido Verde (PV)                             | 3.292 | 1,30 | 2º mandato  |
| 11 | Marcos Eurico Dias Neves, Marcos Lilico Muller (Rio de Janeiro, 28.06.1969–)              | Progressistas (PP)                             | 3.150 | 1,25 | 1º mandato  |
| 12 | Júlio Ricardo dos Santos Henriques, Magrão Nobre (São João de Meriti, 14.09.1977–)        | Democratas (DEM)                               | 2.922 | 1,16 | 1º mandato  |
| 13 | Giovani Leite de Abreu Júnior, Giovani Ratinho Jr. (São João de Meriti, 26.11.1996–)      | Partido Republicano da Ordem Social (PROS)     | 2.562 | 1,02 | 1º mandato  |
| 14 | Paulo Roberto de Oliveira Fernandes, Paulinho Juventude (São João de Meriti, 14.06.1980–) | Partido Democrático Trabalhista (PDT)          | 2.404 | 0,95 | 2º mandato  |
| 15 | Amilton Machado Domingues, Miltinho (Nilópolis, 22.12.1962–)                              | Progressistas (PP)                             | 2.322 | 0,92 | 2º mandato  |
| 16 | Jorge Luiz Lima Florêncio, Kbça (São João de Meriti, 17.12.1963–)                         | Partido Verde (PV)                             | 2.305 | 0,91 | 1º mandato  |
| 17 | João Carlos de Moraes Rocha, João Nunes (São João de Meriti, 23.06.1966–)                 | Partido Republicano da Ordem Social (PROS)     | 2.282 | 0,90 | 1º mandato  |
| 18 | João Dias Ferreira, João da Padaria (Viseu, 04.05.1955–)                                  | Partido Trabalhista Cristão (PTC)              | 2.149 | 0,85 | 2º mandato  |
| 19 | Jefferson Costa Martin (Rio de Janeiro, 09.06.1970–)                                      | Democratas (DEM)                               | 1.963 | 0,78 | 1º mandato  |
| 20 | Cleber dos Santos Salazar (Rio de Janeiro, 03.12.1977–)                                   | Partido Social Cristão (PSC)                   | 1.921 | 0,76 | 1º mandato  |
| 21 | Eduardo dos Santos Abreu, Dudu Padrinho (São João de Meriti, 29.04.1988–)                 | Democracia Cristã (DC)                         | 1.861 | 0,74 | 1º mandato  |

## Legislatura de 2017–2020
Estes são os vereadores eleitos nas eleições de 2 de outubro de 2016, pelo período de 1° de janeiro de 2017 a 31 de dezembro de 2020:
|    | Nome                                                                                      | Partido                                            | Votos | %    | Observações |
| -- | ----------------------------------------------------------------------------------------- | -------------------------------------------------- | ----- | ---- | ----------- |
| 1  | Valdecir Dias da Silva, da Saúde (São João de Meriti, 05.09.1970–)                        | Partido Humanista da Solidariedade (PHS)           | 5.964 | 2,37 | 1º mandato  |
| 2  | Rony Ferraz Queiroz (São João de Meriti, 20.06.1967–)                                     | Partido Humanista da Solidariedade (PHS)           | 4.795 | 1,90 | 1º mandato  |
| 3  | Rogério Mendes Paes (São João de Meriti, 13.08.1969–)                                     | Partido Humanista da Solidariedade (PHS)           | 4.621 | 1,83 | 1º mandato  |
| 4  | Carlos Roberto Rodrigues, Bebeto da Veggi (Belo Horizonte, 31.07.1963–)                   | Partido Humanista da Solidariedade (PHS)           | 4.308 | 1,71 | 1º mandato  |
| 5  | Leonardo Vieira Mendes, Léo Vieira (Rio de Janeiro, 15.08.1974–)                          | Partido Trabalhista Brasileiro (PTB)               | 4.231 | 1,68 | 1º mandato  |
| 6  | Djailto Barbosa de Melo, Deja (Rio de Janeiro, 01.09.1964–)                               | Partido Republicano Brasileiro (PRB)               | 3.737 | 1,48 | 1º mandato  |
| 7  | Adilmar Arcenio dos Santos, Mica (São João de Meriti, 22.11.1955–)                        | Partido da Social Democracia Brasileira (PSDB)     | 3.262 | 1,29 | 1º mandato  |
| 8  | Ernane Aleixo (Rio de Janeiro, 21.01.1968–)                                               | Partido Social Democrata Cristão (PSDC)            | 3.196 | 1,27 | 1º mandato  |
| 9  | João Dias Ferreira, João da Padaria (Viseu, 04.05.1955–)                                  | Partido Socialista Brasileiro (PSB)                | 3.073 | 1,22 | 1º mandato  |
| 10 | Giovani Leite de Abreu, Giovani Ratinho (São João de Meriti, 05.06.1975–)                 | Partido Republicano da Ordem Social (PROS)         | 2.970 | 1,18 | 1º mandato  |
| 11 | Anderson Braga Miranda, Dinho da Farmácia (São João de Meriti, 03.02.1976–)               | Partido da República (PR)                          | 2.853 | 1,13 | 1º mandato  |
| 12 | Rogério da Silva Souza (Rio de Janeiro, 11.09.1965–)                                      | Partido Socialista Brasileiro (PSB)                | 2.823 | 1,12 | 1º mandato  |
| 13 | Elias Nunes de Queiroz (Itaperuna, 27.07.1955–)                                           | Partido da República (PR)                          | 2.792 | 1,11 | 1º mandato  |
| 14 | João Dantas de Mello, Doca Brazão (São João de Pirabas, 05.08.1962–)                      | Partido do Movimento Democrático Brasileiro (PMDB) | 2.592 | 1,03 | 1º mandato  |
| 15 | Davi Perini Vermelho, Didê (2017-2020) (São João de Meriti, 04.03.1980–)                  | Democratas (DEM)                                   | 2.576 | 1,02 | 1º mandato  |
| 16 | Rogério de Macedo Fernandes (São João de Meriti, 15.07.1965–)                             | Partido Trabalhista do Brasil (PTdoB)              | 2.438 | 0,97 | 1º mandato  |
| 17 | Amilton Machado Domingues, Miltinho (Nilópolis, 22.12.1962–)                              | Partido Progressista (PP)                          | 2.425 | 0,96 | 1º mandato  |
| 18 | Sebastião Aria da Silva, Tatão (Rio de Janeiro, 08.11.1950–)                              | Democratas (DEM)                                   | 2.364 | 0,94 | 1º mandato  |
| 19 | Carlos Eduardo do Nascimento Soares, Dudu Soares (São João de Meriti, 28.01.1981–)        | Partido Social Democrático (PSD)                   | 2.174 | 0,86 | 1º mandato  |
| 20 | Cláudio Almeida da Silveira, Dinho Meriti (Rio de Janeiro, 05.08.1977–)                   | Partido Progressista (PP)                          | 2.088 | 0,83 | 1º mandato  |
| 21 | Paulo Roberto de Oliveira Fernandes, Paulinho Juventude (São João de Meriti, 14.06.1980–) | Partido Trabalhista Nacional (PTN)                 | 2.046 | 0,81 | 1º mandato  |

## Legenda
| Cor  | Significado          |
| Bege | Presidente da Câmara |
| Azul | Suplente             |